# Isaac Kwame Asiamah
Isaac Kwame Asiamah (né le 24 décembre 1975) , est un homme politique ghanéen de la République du Ghana. Il est député de la circonscription d' Atwima Mponua . Il a été député de la circonscription des 4e, 5e, 6e, 7e et 8e parlements de la 4e République du Ghana,,. Il est membre du Nouveau parti patriotique du Ghana. De février 2017 à janvier 2021, il a été ministre de la Jeunesse et des Sports.

## Première vie et éducation
Isaac Asiamah est né à Mampong, au Ghana, le 24 décembre 1975,,. Il a fréquenté l'Université du Ghana, Legon, où il a obtenu un baccalauréat ès arts en géographie et sciences politiques, en 2000. Il s'est rendu à l'Institut ghanéen de gestion et d'administration publique pour sa maîtrise en gouvernance et leadership, diplômé en 2008.

## Carrière
Asiamah a eu une expérience professionnelle variée, notamment en tant qu'analyste des politiques au siège du Nouveau Parti patriotique à Accra. Il a également été secrétaire national de la jeunesse du Nouveau parti patriotique.

## Carrière politique
Asiamah a fait ses débuts dans la politique ghanéenne à un jeune âge en se présentant et en remportant les élections de la circonscription d'Atwima Mponua sous l'étiquette du NPP en 2005. Lorsqu'il a remporté le siège, il avait 29 ans, le plus jeune parlementaire de l'histoire politique ghanéenne,. La titulaire actuelle du titre de plus jeune parlementaire est Francisca Oteng-Mensah, qui, en 2016, a été élue à 23 ans.

### Ministre de la Jeunesse et des Sports
En janvier 2017, le président Nana Akuffo-Addo l'a nommé au poste de ministre de la Jeunesse et des Sports au Ghana.Il a été chargé de renforcer les disciplines sportives et les activités du pays en développant de jeunes athlètes. Le président l'a encouragé à établir des structures visant à rationaliser le secteur sportif ghanéen et à l'utiliser comme plateforme pour promouvoir les athlètes ghanéens à l'échelle mondiale.

#### Vérification parlementaire
La commission des nominations du Parlement a examiné Asiamah le 7 février 2017. Lors de la vérification, il a partagé son point de vue sur l'amélioration du sport au Ghana. Parmi les changements majeurs qu'il souhaitait apporter, il visait à instaurer la transparence dans les relations entre les différentes équipes nationales et le gouvernement, en particulier en ce qui concerne les indemnités et les primes accordées aux joueurs.

#### Assermentation
Le 10 février 2017, le président Akuffo-Addo a officiellement assermenté tous les ministres qui avaient été approuvés par le Parlement, marquant ainsi leur prise de fonction. Asiamah faisait partie des dix autres ministres qui ont reçu leur charte ministérielle pour commencer à travailler dans leurs différents ministères,,,.

## Élections

### Élections de 2004
Asiamah a été élue députée de la circonscription Atwima Mponua de la région d'Ashanti au Ghana pour la première fois lors des élections générales ghanéennes de 2004,,. Il a gagné sur le ticket du Nouveau Parti Patriotique,. Sa circonscription faisait partie des 36 sièges parlementaires sur 39 sièges remportés par le Nouveau Parti patriotique lors de cette élection pour la région d'Ashanti. Le Nouveau parti patriotique a remporté une majorité totale de 128 sièges parlementaires sur 230 sièges. Il a été élu avec 30 012 voix sur un total de 44 217 suffrages valables exprimés, soit 67,9 % du total des suffrages valables exprimés,. Il a été élu devant John Macitse Oduro H. du National Democratic Congress et Stephen Osei Bossman du Convention People's Party,. Ceux-ci ont obtenu respectivement 30,5% et 1,7% du total des suffrages valablement exprimés,.

### Élections de 2008
En 2008, il remporte les élections législatives sur la liste du Nouveau parti patriotique pour la même circonscription,. Sa circonscription faisait partie des 34 sièges parlementaires sur 39 sièges remportés par le Nouveau Parti patriotique lors de cette élection pour la région d'Ashanti. Le Nouveau Parti patriotique a remporté un total minoritaire de 109 sièges parlementaires sur 230 sièges. Il a été élu avec 25 350 voix sur un total de 44 948 suffrages valables exprimés, soit 56,4% du total des suffrages valables exprimés,. Il a été élu devant Amoah Sarpong de la Convention nationale populaire, Ali Yeboah du Congrès national démocratique, Kofi Takyi du Parti populaire démocratique, Appiahhene Peter du Parti populaire de la Convention et Raphael Baffour Awuah, un candidat indépendant,. Ceux-ci ont obtenu respectivement 0,68%, 32,01%, 0,42%, 1,12% et 9,37% du total des suffrages exprimés,.

### Élections 2012
Dans la même circonscription, lors des élections législatives de 2012, il obtient la victoire en tant que candidat du Nouveau Parti Patriotique. Il a remporté l'élection avec un total de 33 961 voix, ce qui représente 57,27 % des suffrages valables exprimés, sur un nombre total de 59 300 suffrages valables exprimés,. Il a été élu devant Kwaku Agyemang-Mensah du Congrès national démocratique et Frank Tachie Mensah du Parti populaire de la Convention,. Ceux-ci ont obtenu respectivement 41,94% et 0,79% du total des suffrages exprimés,. Il a été réélu aux élections générales de 2016 et 2020 pour représenter les 7e et 8e parlements de la quatrième République du Ghana.

## Vie privée
Asiamah est mariée et a trois enfants,. Il s'identifie comme chrétien et est membre de l'Église anglicane du Ghana,.